# Hilda Käkikoski
Hilda Maria Käkikoski (31 de enero de 1864 – 14 de noviembre de 1912) fue una política, escritora y profesora finlandesa. Fue una de las primeras 19 mujeres elegidas al parlamento finlandés en 1906.

## Primeros años y carrera
Käkikoski nació con el nombre de Hilda Maria Sjöström en Lapinjärvi en 1864. Se trasladó a Helsinki por su cuenta a los 14 años para atender una escuela superior para niñas con una beca. Allí cambió su apellido sueco por el de Käkikoski, que era el de sus vecinos finlandeses. Tras terminar sus estudios secundarios, trabajó como tutora privada hasta 1888, cuando se inscribió en la universidad; allí se doctoró en Historia finlandesa y nórdica en 1895. Tras conseguir su doctorado, pasó a ser profesora en una escuela de Helsinki, enseñando Historia y lengua finesa de 1891 a 1902.
Según iba desarrollando su interés en el feminismo y sufragio femenino, se hizo miembro de la Asociación Finlandesa de Mujeres y escribió numerosos artículos para la revista de la asociación. Fue elegida vicepresidenta de la asociación en 1895 y mantuvo el puesto hasta 1904. En 1906 se presentó a las elecciones por el conservador Partido Finlandés al recién establecido Parlamento finlandés; la elección de 1906 fue la primera en la que las mujeres pudieron votar y ser votadas. Käkikoski ganó en su distrito, Uusimaa, y se convirtió en una de las 19 primeras mujeres en ser elegidas para al parlamento. No se presentó a la reelección en 1910 por problemas de salud.

## Obra literaria
El trabajo literario de Käkikoski incluye canciones infantiles, poesía y relatos cortos. En 1902 comenzó a escribir una historia de Finalndia en cuatro tomos. Continuó trabajando en el proyecto hasta su muerte en 1912, pero la obra nunca fue completada.

## Vida privada
Käkikoski era lesbiana. Una de sus primeras relaciones fue con la profesora y activista Fanny Pajula, con la que convivió seis años hasta 1895. Más tarde, Käkikoski estuvo unida sentimentalmente con su amiga casada Hildi Ennola, su amiga norteamericana Frances Weiss, la diaconisa Hanna Masalin y la activista política Helmi Kivalo; Käkikoski mantuvo todas estas relaciones hasta su muerte en 1912.